# Hymn Peru
Marcha Nacional (Marsz narodowy) to hymn państwowy Peru. Został przyjęty w roku 1821. Słowa napisał José de la Torre Ugarte, a muzykę skomponował José Bernardo Alcedo.
Somos libres, seámoslo siempre,
y antes niegue sus luces el sol
que faltemos al voto solemne
que la patria al eterno elevó.
Largo tiempo el peruano oprimido
la ominosa cadena arrastró;
condenado a una cruel servidumbre
largo tiempo en silencio gimió.
Más apenas el grito sagrado
¡Libertad! en sus costas se oyó,
la indolencia de esclavo sacude,
la humillada cerviz levantó.
Somos libres, seámoslo siempre,
y antes niegue sus luces el sol
que faltemos al voto solemne
que la patria al eterno elevó.
Y al estruendo de broncas cadenas
que escuchamos tres siglos de horror,
de los libres al grito sagrado
que oyó atónito el mundo, cesó.
Por doquier San Martín inflamado,
libertad, libertad, pronunció,
y meciendo su base los andes
la anunciaron, también, a una voz.
Somos libres, seámoslo siempre,
y antes niegue sus luces el sol
que faltemos al voto solemne
que la patria al eterno elevó.
Con su influjo los pueblos despiertan
y cual rayo corrió la opinión;
desde el istmo a las tierras del fuego
desde el fuego a la helada región.
Todos juran romper el enlace
que natura a ambos mundos negó,
y quebrar ese cetro que España,
reclinaba orgulloso en los dos.
Somos libres, seámoslo siempre,
y antes niegue sus luces el sol
que faltemos al voto solemne
que la patria al eterno elevó.
Lima, cumple ese voto solemne,
y, severa, su enojo mostró,
al tirano impotente lanzando
que intentaba alargar su opresión.
A su esfuerzo saltaron los grillos
y los surcos que en sí reparó,
le atizaron el odio y venganza
que heredara de su Inca y Señor.
Somos libres, seámoslo siempre,
y antes niegue sus luces el sol
que faltemos al voto solemne
que la patria al eterno elevó.
Compatriotas no más, verla esclava
si humillada tres siglos gimió,
para siempre jurémosla libre
manteniendo su propio esplendor.
Nuestros brazos, hasta hoy desarmados
estén siempre cebando el cañón,
que algún día las playas de Iberia,
sentirán de su estruendo el terror.
Somos libres, seámoslo siempre,
y antes niegue sus luces el sol
que faltemos al voto solemne
que la patria al eterno elevó.
Excitemos los celos de España
Pues presiente con mengua y furor
Que en concurso de grandes naciones
Nuestra patria entrará en parangón.
En la lista que de éstas se forme
Llenaremos primero el reglón
Que el tirano ambicioso Iberino,
Que la América toda asoló.
Somos libres, seámoslo siempre,
y antes niegue sus luces el sol
que faltemos al voto solemne
que la patria al eterno elevó.
En su cima los andes sostengan
la bandera o pendón bicolor
que a los siglos anuncie el esfuerzo
que ser libres, por siempre nos dio.
A su sombra vivamos tranquilos,
y al nacer por sus cumbres el sol,
renovemos el gran juramento
que rendimos al Dios de Jacob.
Tekst po Keczua:
esta kanak matiki matina sotika matina
nonimate nan ontamesta son ontamesta son
(x3) dirakalli on soi marella
endiaemotoni elonekera(x3)